# Brosimum rubescens
O conduru-de-sangue (Brosimum rubescens), também conhecido como amapá-doce, apé, muirapiranga, conduru e pau-rainha, é uma árvore brasileira da família das moráceas que ocorre na Amazônia, Cerrado e Mata Atlântica. Possui flores masculinas e femininas.
Fornece madeira de alburno cinzento e cerne vermelho com manchas amarelas, própria para marcenaria.

## Etimologia
"Apé" é originário do tupi a'pé.